# Пиганович, Олег Константинович
Олег Константинович Пигано́вич (12 мая 1985 года, Ярославль) — российский хоккеист, защитник. Воспитанник ярославского хоккея.

## Карьера
Олег Пиганович начал свою профессиональную карьеру в 2005 году в составе клуба Высшей лиги ХК «Дмитров», отыграв до этого несколько сезонов за фарм-клубы московских «Крыльев Советов» и ЦСКА. В том же году Олег перебрался в воскресенский «Химик», в составе которого он выступал на протяжении последующих двух сезонов, набрав за это время 24 (6+18) очка в 74 проведённых матчах.
Перед началом сезона 2007/08 Пиганович отправился в тренировочный лагерь новокузнецкого «Металлурга», однако 11 августа 2007 года после непродолжительного просмотра, на котором он находился вместе с Андреем Кирюхиным, он подписал двухлетний контракт с челябинским «Трактором». В том сезоне Олег признавался многими одним из лучших защитников Суперлиги, более того он сумел побить снайперский рекорд среди игроков обороны, державшийся на протяжении 26 лет, забросив 22 шайбы. Однако уже в следующем сезоне этот рекорд вновь был побит защитником астанинского «Барыса» Кевином Даллманом, который забросил в ворота соперников 28 шайб.
В дебютном сезоне Континентальной хоккейной лиги Пиганович слегка снизил свои показатели, набрав 20 (2+18) очков в 50 матчах, после чего, 29 мая 2009 года он продлил своё соглашение с челябинцами ещё на 2 года. Спустя год, 25 мая 2010 года Олег был обменян на Дениса Баева в московский «Спартак», в составе которого в сезоне 2010/11 стал самым результативным защитником, набрав 20 (6+14) очков в 55 проведённых матчах.
Следующий сезон Пиганович начал в звании капитана команды, однако по причине травмы провёл в «Спартаке» лишь 14 матчей, после чего 23 декабря 2011 года он был обменян в хабаровский «Амур» на выбор в 5 раунде драфте-2012, а уже на следующий день заключил с дальневосточным клубом полноценное двухлетнее соглашение.
В ноябре 2012 года Олег Пиганович в результате обмена на Алексея Кузнецова и Евгения Орлова оказался в омском «Авангарде» — клубу нужен был защитник с российским паспортом. В первых трёх матча за новый клуб набрал три очка.

## Статистика
| Легенда | Легенда                    | Легенда | Легенда                   | Легенда | Легенда    |
| ------- | -------------------------- | ------- | ------------------------- | ------- | ---------- |
| И       | Количество проведённых игр | Штр     | Штрафное время            | +/−     | Плюс-минус |
| Г       | Голы                       | П       | Голевые передачи          | О       | Очки       |
| -       | Статистика неизвестна      | —       | Статистика не учитывалась |         |            |